# العلاقات الأرمينية السريلانكية
العلاقات الأرمينية السريلانكية هي العلاقات الثنائية التي تجمع بين أرمينيا وسريلانكا.

## مقارنة بين البلدين
هذه مقارنة عامة ومرجعية للدولتين:
| وجه المقارنة                                              | أرمينيا                    | سريلانكا                         |
| --------------------------------------------------------- | -------------------------- | -------------------------------- |
| المساحة (كم2)                                             | 29.74 ألف                  | 65.61 ألف                        |
| عدد السكان (نسمة)                                         | 2.93 مليون                 | 21.44 مليون                      |
| الكثافة السكانية (ن./كم²)                                 | 98.52                      | 326.78                           |
| العاصمة                                                   | يريفان                     | سري جاياواردنابورا كوتي، كولمبو  |
| اللغة الرسمية                                             | لغة أرمنية                 | اللغة السنهالية، اللغة التاميلية |
| العملة                                                    | درام أرميني                | روبية سريلانكي                   |
| الناتج المحلي الإجمالي (بليون دولار)                      | 11.54 مليار                | 87.17 مليار                      |
| الناتج المحلي الإجمالي (تعادل القوة الشرائية) بليون دولار | 25.41 مليار                | 246.62 مليار                     |
| الناتج المحلي الإجمالي الاسمي للفرد دولار أمريكي          | 3.49 ألف                   | 3.93 ألف                         |
| الناتج المحلي الإجمالي للفرد دولار أمريكي                 | 8.07 ألف                   | 11.11 ألف                        |
| مؤشر التنمية البشرية                                      | 0.743                      | 0.757                            |
| رمز المكالمات الدولي                                      | +374                       | +94                              |
| رمز الإنترنت                                              | .am، .հայ ‏                 | .lk،                             |
| المنطقة الزمنية                                           | ت ع م+04:00، توقيت أرمينيا | ت ع م+05:30                      |

## منظمات دولية مشتركة
يشترك البلدان في عضوية مجموعة من المنظمات الدولية، منها:
| علم المنظمة | اسم المنظمة                               | تاريخ انضمام أرمينيا | تاريخ انضمام سريلانكا |
| ----------- | ----------------------------------------- | -------------------- | --------------------- |
|             | بنك التنمية الآسيوي                       | 2005                 | 1966                  |
|             | مؤسسة التنمية الدولية                     | 25 أغسطس 1993        | 27 يونيو 1961         |
|             | يونسكو                                    | 9 يونيو 1992         | 14 نوفمبر 1949        |
|             | وكالة ضمان الاستثمار متعدد الأطراف        | 5 ديسمبر 1995        | 27 مايو 1988          |
|             | الأمم المتحدة                             | 2 مارس 1992          | 14 ديسمبر 1955        |
|             | الاتحاد البريدي العالمي                   | ?                    | ?                     |
|             | البنك الدولي للإنشاء والتعمير             | 16 سبتمبر 1992       | 29 أغسطس 1950         |
|             | الاتحاد الدولي للاتصالات                  | 30 يونيو 1992        | 1897                  |
|             | منظمة حظر الأسلحة الكيميائية              | ?                    | ?                     |
|             | مؤسسة التمويل الدولية                     | 18 أبريل 1995        | 20 يوليو 1956         |
|             | المركز الدولي لتسوية المنازعات الاستشارية | 16 أكتوبر 1992       | 11 نوفمبر 1967        |
|             | منظمة التجارة العالمية                    | 5 فبراير 2003        | ?                     |
|             | منظمة الشرطة الجنائية الدولية             | ?                    | ?                     |

## وصلات خارجية
- موقع وزارة الخارجية الأرمينية
- موقع وزارة الخارجية السريلانكية